# 木村庄之助 (32代)
32代 木村 庄之助（さんじゅうにだい きむら しょうのすけ、本名：澤田 郁也（さわだ いくや）、1941年2月13日 - ）は、大相撲の立行司の一人。木村庄之助としての在位期間は2006年1月〜2006年2月。出羽海部屋所属。

## 来歴・人物
北海道網走市出身。
後に「泉の親方」と呼ばれた名行司22代木村庄之助に入門。兄弟子に28代木村庄之助が、同期生には30代庄之助、31代庄之助、33代庄之助がいる。30代庄之助は同部屋で同期である。1955年5月に木村郁也の名で初土俵。幕下格時代の1972年3月に木村咸喬（しげたか）に改名。以後三役格まで咸喬で通す。1973年1月に十両格に昇格。1988年1月に幕内格に昇格。1999年1月に三役格に昇格。2003年5月場所に立行司に昇格し、33代式守伊之助を襲名。伊之助在位は16場所。2006年1月場所に32代庄之助を襲名した。しかし、3月場所前に停年を迎えるため、庄之助としては在位1場所のみだった。しかし役員選挙権のある評議員資格があったために1月場所後も庄之助として在位。2006年2月5日の日本大相撲トーナメントで庄之助としての最後の裁きを行った後、2006年2月12日に停年退職。庄之助在位1場所は、行司停年制実施後現在での最短記録である。本場所最後の一番は横綱朝青龍－大関栃東（現玉ノ井）。
31代庄之助同様、やはり事務能力に長けており、兄弟子の28代庄之助は自身が停年退職後、「番付は書かなかったが咸喬時代から相撲字においてはかなりの能筆だった。当時の行司の中では彼が一番だろう」と認めている。場内アナウンス等、どの面においても抜群だと言われている。

## その他
- 30代庄之助は同期生だが、入門は30代庄之助がわずかに早く、彼が「泉の親方」最後の弟子である。
- 十両格時代の1984年5月場所、高見山大五郎の現役最後の一番を裁いた。（千秋楽　対玉龍大蔵戦）
- 彼の三役格昇格時に欠員は無かったが、立行司の29代式守伊之助が前場所で手首骨折で長期休場が予想されたことと、以前から29代伊之助の体調が優れなかったことを考慮して29代木村庄之助が日本相撲協会に咸喬の昇格を希望したことから実現した。この1月場所から29代伊之助が停年となる2000年7月場所までは三役格行司が定員より1名多い4人となった。本来では、29代伊之助が停年になるのを受けて咸喬が三役格に昇格する予定だった為、29代伊之助停年後最初の場所の2000年9月場所では三役格以下の行司の昇格は行われなかった。
- 2000年9月場所8日目、前頭4枚目闘牙進 - 同5枚目小城錦康年（現中立）戦において、闘牙の足が出たと軍配を小城錦にあげ、土俵の土を確認したが実際は出ておらず、取り直しにしてしまった取組がある。
- 2003年3月場所中に開かれた理事会で彼の立行司への昇格が決定した。
- 伊之助時代の2003年11月場所、横綱武蔵丸光洋（現武蔵川）の現役最後の一番を裁いた。（7日目　対前頭2枚目土佐ノ海敏生（現立川）戦）
- 同じく伊之助時代の2004年1月、3月場所で2場所連続の行司差し違えを犯した。
- 最終場所の2006年1月場所、仮に優勝決定戦になった場合は順番では彼が裁くはずだったが、「伊之助（34代）さんに裁いてもらいたい」と同じ場所に停年を迎える34代伊之助に決定戦での裁きを譲る考えを表明していたという。しかし実際は決定戦にはならなかった。
- 当時の横綱朝青龍は、上述の日本大相撲トーナメントの取組終了後に31代庄之助の時と同様に花束を贈って長年の労をねぎらった。

## 履歴
- 1955年5月　初土俵・木村郁也
- 1972年3月　木村咸喬に改名。
- 1973年1月　十両格に昇進。
- 1988年1月　幕内格に昇進。
- 1999年1月　三役格に昇進。
- 2003年5月　立行司に昇格。33代式守伊之助襲名。
- 2006年1月　32代木村庄之助を襲名。
- 2006年2月12日　停年退職。